# JavaCC
JavaCC (Java Compiler Compiler) é um gerador de analisador sintático aberto para a linguagem Java. É similar ao yacc na medida em que gera um analisador sintático duma gramática fornecida num Formalismo de Backus-Naur Estendido, exceto pelo fato da saída ser em Java. Entretanto, o JavaCC gera analisadores sintáticos descendentes, o que o limita às classes gramaticais LL(k) (excluindo, por exemplo, recursividade à esquerda).